# Haplochrois ochrella
Haplochrois ochrella is een vlinder uit de familie van de grasmineermotten (Elachistidae). De wetenschappelijke naam van de soort is, als Tetanocentria ochrella, voor het eerst geldig gepubliceerd in 1986 door Sinev.